# Kanton Riom-Est
Riom-Est is een voormalig kanton van het Franse departement Puy-de-Dôme. Het kanton maakte deel uit van het arrondissement Riom tot op 22 maart 2015 het kanton met de rest van de stad Riom werd omgevormd tot het kanton Riom.

## Gemeenten
Het kanton Riom-Est omvatte de volgende gemeenten:
- Cellule
- Châtel-Guyon
- Le Cheix
- Ménétrol
- La Moutade
- Pessat-Villeneuve
- Riom (deels, hoofdplaats)
- Saint-Bonnet-près-Riom